# Glen Roy

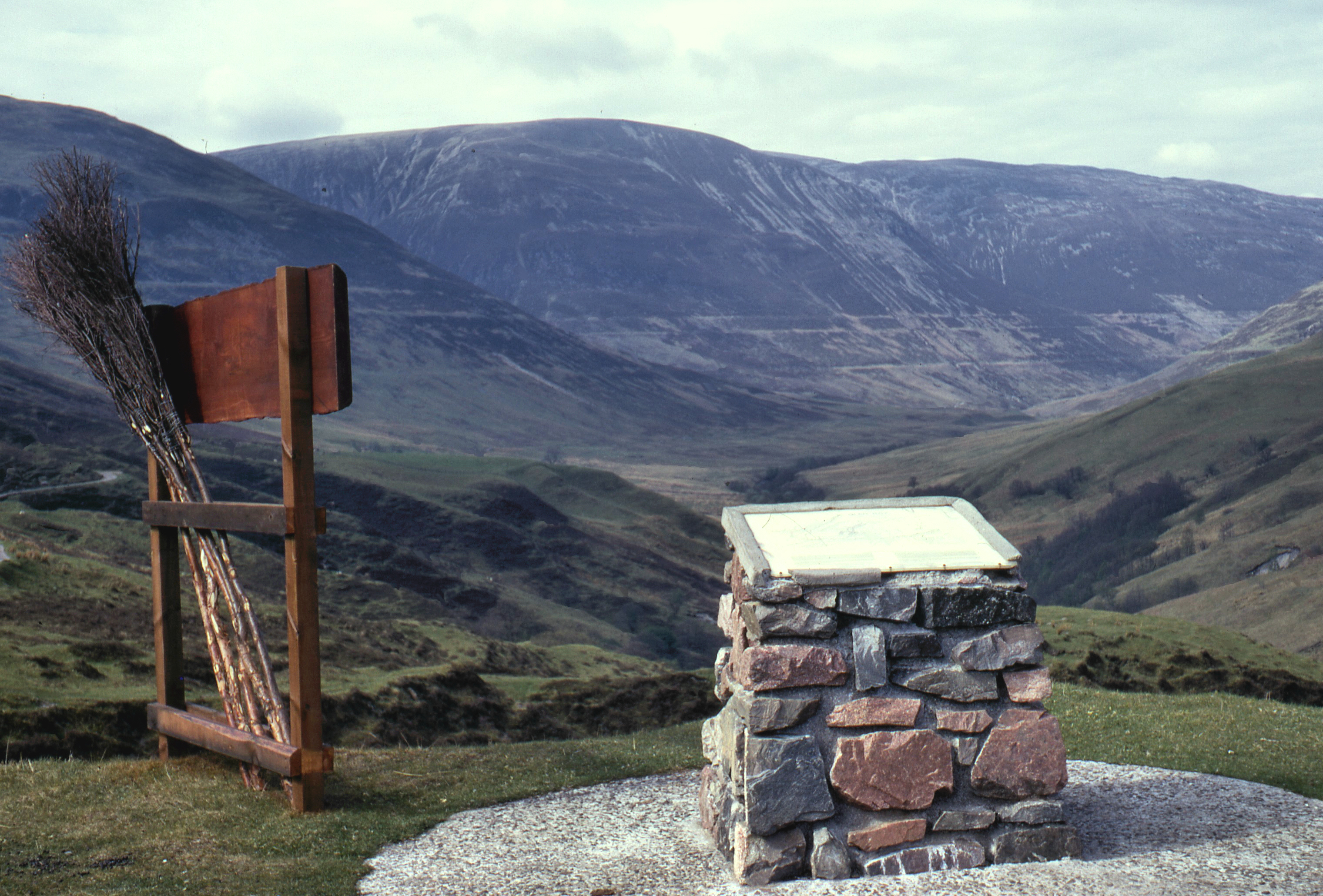
As Estradas Paralelas e Glen Roy

Glen Roy (em gaélico escocês: Gleann Ruaidh, significando "vale vermelho") na área de Lochaber nas Terras Altas da Escócia é um vale conhecido pelo fenômeno geológico de três terraços lacustres conhecidos como as Estradas Paralelas de Glen Roy. Os terraços formaram-se ao longo das margens de um antigo lago represado por gelo que existiu durante um breve período (cerca de 900-1.100 anos de duração) de deterioração climática, durante um período muito mais longo de deglaciação, subsequente à última era glacial principal (a Devensiana). À distância, eles se assemelham a estradas construídas pelo homem que correm ao longo do lado do vale, daí o nome. Grande parte do vale é designada como reserva natural nacional.

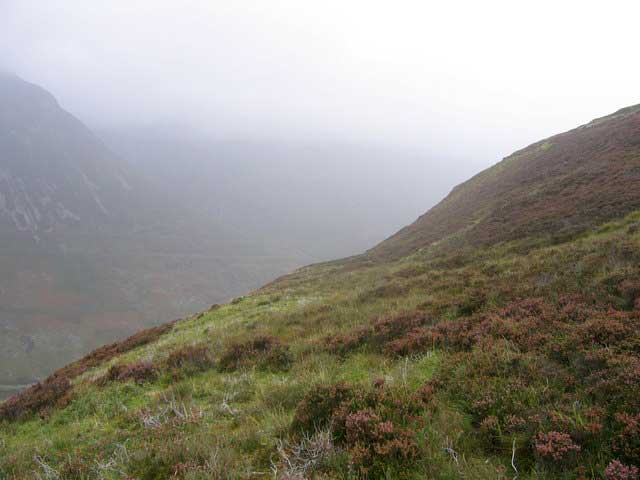
Uma das Estradas Paralelas, mostrando a mudança na inclinação da encosta na antiga linha costeira.

Glen Roy corre para o norte a partir de Glen Spean, que abriga a principal estrada A86 e a ferrovia da Linha Ferroviária das Terras Altas Ocidentais, ambas correndo cerca de 23 quilômetros (14 mi) a sudoeste via Spean Bridge até Fort William. A vila de Roybridge e a Estação Ferroviária de Roy Bridge estão situadas onde o Rio Roy se junta ao Rio Spean, e de lá uma estrada estreita de pista única corre para o norte ao longo do vale por quase 16 quilômetros (10 mi) até Brae Roy Lodge.

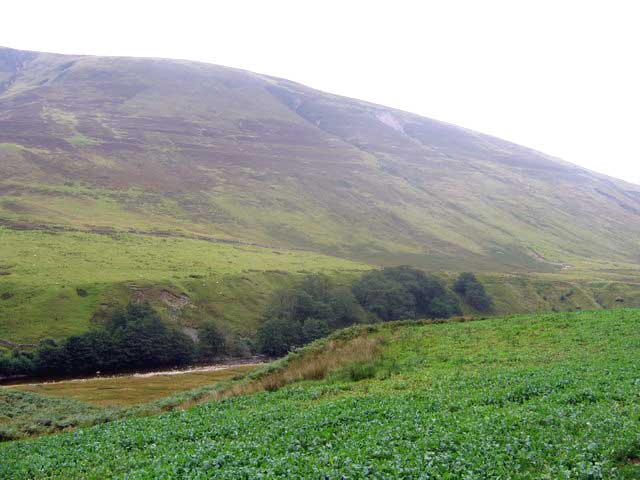
Vista através do vale para as Estradas Paralelas

## As Estradas Paralelas de Glen Roy
As Estradas Paralelas de Glen Roy, nas Terras Altas da Escócia, representam uma série de margens de lago proglacial represado por gelo, produzidas durante o clima frio do Dryas Recente (GS1). Foi demonstrado por Dawson, Hampton, Harrison, Greengrass e Fretwell (2002) que cada margem do lago apresenta evidências de inclinação glacio-isostática associada ao declínio da última camada de gelo (Devensiano Tardio). As direções de inclinação das três margens (no quadrante entre norte e leste) estão em desacordo com as isobasas de elevação glacio-isostática publicadas, baseadas em dados de linhas costeiras marinhas que sugerem um padrão de diminuição da elevação em direção ao noroeste. O gradiente de inclinação da margem (entre 0,11 e 0,14 m/km) é semelhante às inclinações regionais medidas de uma linha costeira marinha bem desenvolvida (a Plataforma Principal de Rocha) considerada ter sido produzida na Escócia durante o mesmo período de clima extremamente frio. A consideração dos dados da linha costeira do lago represado por gelo também aponta para a ocorrência anterior de dois episódios separados de atividade tectônica durante o Dryas Recente (Estádio da Groenlândia 1 - GS1).

## Investigações geológicas históricas
No século XIX, as Estradas Paralelas atraíram a atenção de muitos dos primeiros geólogos, incluindo o Reverendo William Buckland, Charles Lyell, James Nicol, Charles Babbage, James Geikie e Joseph Prestwich. Esse interesse garantiu que as Estradas Paralelas tivessem um papel proeminente no desenvolvimento da ciência geológica.

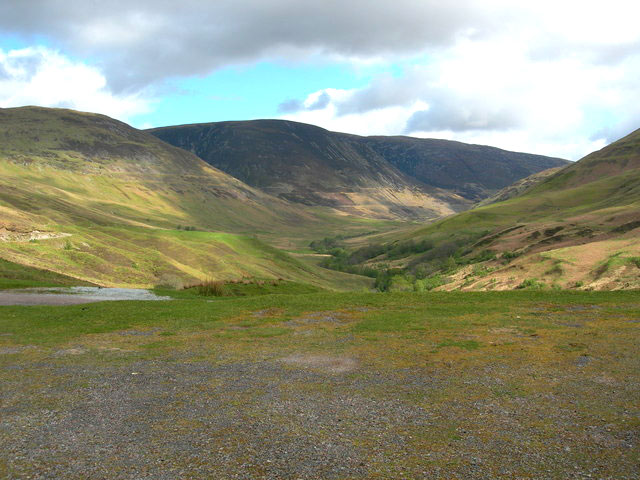
Um ponto de vista na estrada de pista única, olhando para o norte ao longo do vale.

Charles Darwin visitou o vale em junho de 1838 e, baseando-se em suas descobertas recentes na América do Sul durante a expedição do Beagle, concluiu que as linhas costeiras eram praias elevadas de origem marinha. Seu artigo sobre o assunto foi publicado em 1839 nas Philosophical Transactions of the Royal Society. Isso foi contradito em 1840 pela teoria Glacial de Louis Agassiz, que postulava que as margens de Glen Roy haviam sido cortadas por processos de congelamento-descongelamento do gelo do lago durante a extensão máxima do gelo glacial na reversão climática conhecida como Dryas Recente / Estádio da Groenlândia, ou localmente o Reavanço de Loch Lomond. Darwin defendeu seu artigo por muitos anos.
Em 1861, Thomas Jamieson foi aconselhado por Lyell e Darwin sobre uma visita ao Glen, e recebeu memorandos e mapas de Darwin. Após visitar o vale pela segunda vez no verão de 1862, Jamieson escreveu para Lyell em 15 de agosto relatando suas descobertas. Em 6 de setembro, Darwin disse a Lyell e Jamieson que estava convencido: "Meu artigo é um longo e gigantesco erro". O artigo de Jamieson sobre suas investigações foi publicado em 1863. Quatro décadas após o artigo de 1839 de Darwin e pouco antes de sua morte, em uma carta a Joseph Prestwich, ele disse que abandonou sua teoria de Glen Roy quando leu o artigo de T. F. Jamieson (1863), mas concordou com a crítica de Prestwich à interpretação de Jamieson do delta de Glen Turret.
O interesse nas Estradas Paralelas continua até hoje, tanto entre cientistas da Terra intrigados pelos processos dramáticos que moldaram essa paisagem, quanto entre turistas atraídos pela maravilha natural das formas de relevo.

## Designações de conservação
Glen Roy é uma reserva natural nacional (RNN), gerida pela NatureScot. Glen Roy foi adquirida pela então Nature Conservancy em 1970 e declarada reserva natural nacional para proteger o local contra o florestamento proposto. Enquanto Glen Roy também é protegida como Sítio de Especial Interesse Científico (SEIC), naquela época esse reconhecimento oferecia uma proteção muito mais fraca do que oferece hoje. A proteção agora vem tanto do seu status de SEIC quanto de RNN. A RNN é designada como área protegida de Categoria III pela União Internacional para a Conservação da Natureza. Glen Roy também é definida como uma das áreas centrais do Geoparque de Lochaber.

## As Pedras de Levantamento de Glen Roy
Um par de pedras de levantamento históricas pode ser encontrado em Glen Roy  estas são 137kg (A 'Montanha Cinza') e 133kg (Irmã Vermelha). A localização exata é a seguinte:  um exemplo de levantamento completo sobre os ombros pode ser visto aqui: 

### Citações
1. ↑  «Glenroy». Ainmean-Àite na h-Alba. Consultado em 16 setembro 2020
2. ↑  Nicol, James (1 janeiro 1869). «On the Origin of the Parallel Roads of Glen Roy.». Quarterly Journal of the Geological Society of London. 25: 282–291. doi:10.1144/gsl.jgs.1869.025.01-02.50
3. ↑  Babbage, Charles (26 fevereiro 1868). «Observations on the parallel roads of Glen Roy.». Quarterly Journal of the Geological Society of London. 24 (1–2): 273–277. doi:10.1144/gsl.jgs.1868.024.01-02.30
4. ↑  «Letter no. 3246, Charles Darwin to Charles Lyell». Darwin Correspondence Project. 6 setembro 1861. Consultado em 2 junho 2021
5. ↑  «Letter no. 3247». Darwin Correspondence Project. Consultado em 2 junho 2021
6. ↑  «Letter no. 3761». Darwin Correspondence Project. Consultado em 2 junho 2021
7. ↑  "On the parallel roads of Glen Roy", Quart. Journ. Geol. Soc. Lond. 19 (1863): 235–258.
8. ↑  «Letter no. 12397, to Joseph Prestwich». Darwin Correspondence Project. 3 janeiro 1880. Consultado em 2 junho 2021
9. ↑  «Search by A-Z». Scotland's National Nature Reserves. NatureScot. Consultado em 16 setembro 2020
10. ↑  «Parallel Roads of Lochaber SSSI». NatureScot. Consultado em 16 setembro 2020
11. ↑  «Glen Roy». Protected Planet. Consultado em 14 fevereiro 2021
12. ↑  «Glen Roy National Nature Reserve». NatureScot. Consultado em 16 setembro 2020